# Marevce (Pristina)
Pour les articles homonymes, voir Marevce.
Marec en albanais et Marevce en serbe latin (en serbe cyrillique : Маревце) est une localité du Kosovo située dans la commune/municipalité de Pristina, district de Pristina (Kosovo) ou district de Kosovo (Serbie). Selon le recensement kosovar de 2011, elle compte 432 habitants, tous albanais.

## Démographie

### Évolution historique de la population dans la localité
| 1948  | 1953  | 1961  | 1971  | 1981  | 1991  | 2011 |
| ----- | ----- | ----- | ----- | ----- | ----- | ---- |
| 2 850 | 3 101 | 2 978 | 2 985 | 2 456 | 2 490 | 432  |

|  |